# Gene Taylor (1928–1998)
Gene Taylor (ur. 10 lutego 1928 w Sarcoxie, zm. 27 października 1998 w Springfield) – amerykański polityk, członek Partii Republikańskiej.

## Działalność polityczna
Od 1954 do 1960 był burmistrzem Sarcoxie. W okresie od 3 stycznia 1973 do 3 stycznia 1989 przez osiem kadencji był przedstawicielem 7. okręgu wyborczego w stanie Missouri w Izbie Reprezentantów Stanów Zjednoczonych.